# Stropis maculosa
Stropis maculosa är en insektsart som först beskrevs av Carl Stål 1861.  Stropis maculosa ingår i släktet Stropis och familjen gräshoppor. Inga underarter finns listade i Catalogue of Life.